# حمله به خانه
حمله به خانه یا تهاجم در شب (به انگلیسی: Home Invasion) یک فیلم دلهره‌آور آمریکایی که در سال ۲۰۱۶ به صورت ویدئویی منتشر شد. بازیگران اصلی این فیلم جیسون پاتریک، اسکات ادکینز و ناتاشا هنستریج هستند.

## داستان
هنگامی که یک زن ثروتمند به همراه تنها پسرش در عمارت زیبایشان مورد تهاجم سه سارق حرفه‌ای قرار می‌گیرند، تنها راه چاره را در این می‌بینند که با شرکت سیستم‌های امنیتی تماس گرفته و از آن‌ها درخواست کمک کنند. اکنون همه چیز به واکنش این مادر و فرزند بستگی دارد و…